# Neophyllognathopus bassoti
Neophyllognathopus bassoti is een eenoogkreeftjessoort uit de familie van de Phyllognathopodidae. De wetenschappelijke naam van de soort is voor het eerst geldig gepubliceerd in 1972 door Rouch.